# Kabinett Briand VII

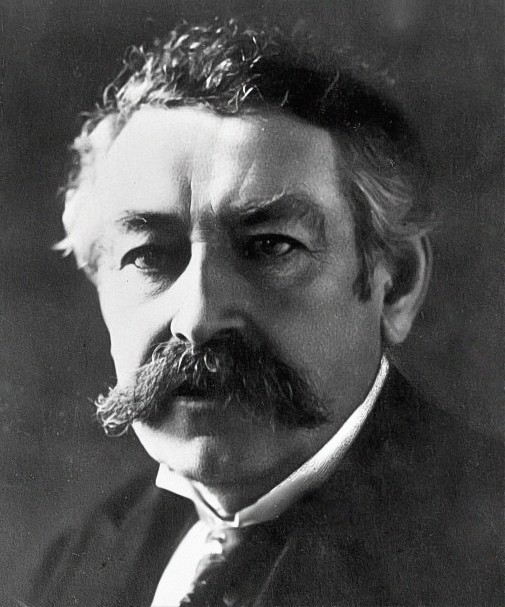
Aristide Briand war von 1909 bis 1911, 1913, 1915 bis 1917, 1921 bis 1922, 1925 bis 1926 sowie 1929 sechs Mal Premierminister Frankreichs und bildete in dieser Zeit elf Kabinette

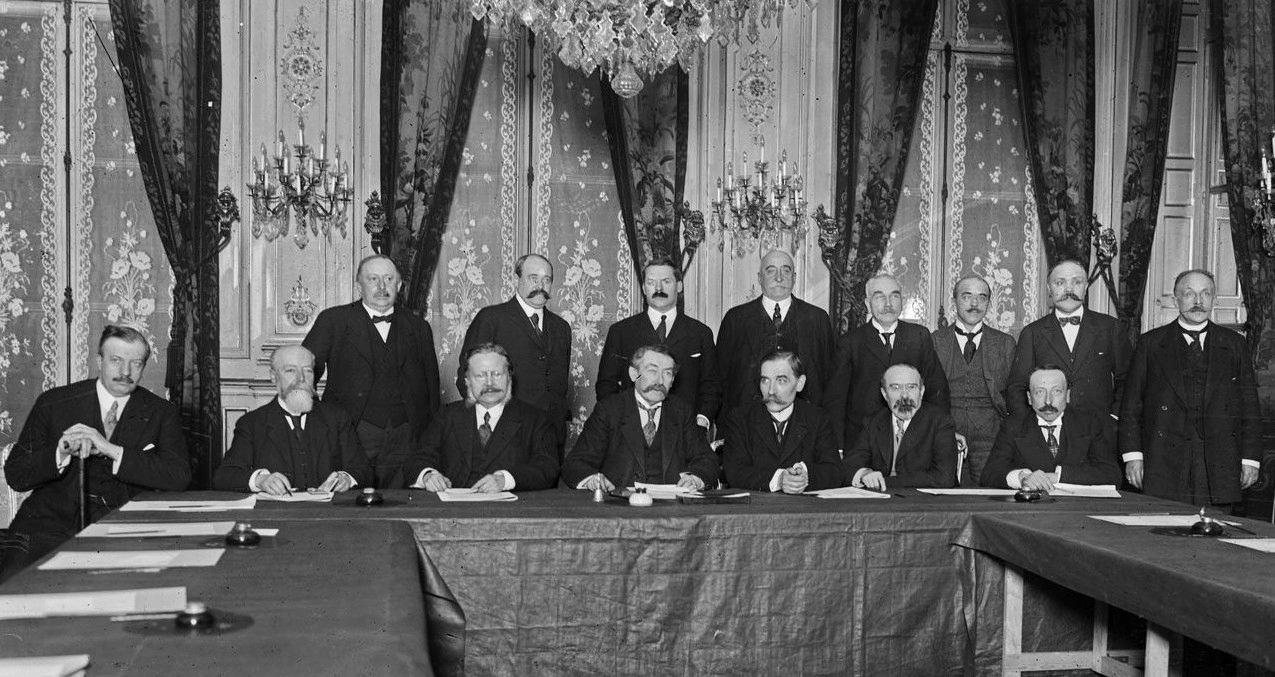
Kabinett Briand (Januar 1921)

Das siebte Kabinett Briand war eine Regierung der Dritten Französischen Republik. Es wurde am 16. Januar 1921 von Premierminister (Président du Conseil) Aristide Briand gebildet und löste das Kabinett Leygues ab. Es blieb bis zum 15. Januar 1922 im Amt und wurde daraufhin vom Kabinett Poincaré II abgelöst.
Dem Kabinett gehörten Minister des Bloc national (Parti républicain démocratique et social (PRDS), Fédération républicaine (FR) und Radicaux indépendants (RI)) sowie der Parti républicain-socialiste (PRS) und der  Parti républicain, radical et radical-socialiste (PRRSS) an.

## Kabinett
Dem Kabinett gehörten folgende Minister an:
| Amt                                                       | Name                    | Partei | Beginn der Amtszeit | Ende der Amtszeit |
| --------------------------------------------------------- | ----------------------- | ------ | ------------------- | ----------------- |
| Premierminister                                           | Aristide Briand         | PRS    | 16. Januar 1921     | 15. Januar 1922   |
| Außenminister                                             | Aristide Briand         | PRS    | 16. Januar 1921     | 15. Januar 1922   |
| Innenminister                                             | Pierre Marraud          | PRRRS  | 16. Januar 1921     | 15. Januar 1922   |
| Justizminister                                            | Laurent Bonnevay        | FR     | 16. Januar 1921     | 15. Januar 1922   |
| Finanzminister                                            | Paul Doumer             | RI     | 16. Januar 1921     | 15. Januar 1922   |
| Kriegsminister                                            | Louis Barthou           | PRDS   | 16. Januar 1921     | 15. Januar 1922   |
| Marineminister                                            | Gabriel Guist’hau       | PRDS   | 16. Januar 1921     | 15. Januar 1922   |
| Minister für öffentlichen Unterricht und schöne Künste    | Léon Bérard             | PRDS   | 16. Januar 1921     | 15. Januar 1922   |
| Minister für öffentliche Arbeiten                         | Yves Le Trocquer        | PRDS   | 16. Januar 1921     | 15. Januar 1922   |
| Arbeitsminister                                           | Daniel Vincent          | PRRRS  | 16. Januar 1921     | 15. Januar 1922   |
| Minister für Gesundheit, Wohlfahrt und Sozialversicherung | Georges Leredu          | FR     | 16. Januar 1921     | 15. Januar 1922   |
| Minister für Handel und Industrie                         | Lucien Dior             | FR     | 16. Januar 1921     | 15. Januar 1922   |
| Kolonialminister                                          | Albert Sarraut          | PRRRS  | 16. Januar 1921     | 15. Januar 1922   |
| Landwirtschaftsminister                                   | Edmond Lefebvre du Prey | FR     | 16. Januar 1921     | 15. Januar 1922   |
| Minister für Pensionen, Prämien und Kriegszulagen         | André Maginot           | PRDS   | 16. Januar 1921     | 15. Januar 1922   |
| Minister für befreite Gebiete                             | Louis Loucheur          | PRDS   | 16. Januar 1921     | 15. Januar 1922   |
| Generalkommissar für die troupes noires                   | Blaise Diagne           | PRS    | 2. April 1921       | 2. Oktober 1921   |

### Unterstaatssekretäre
Dem Kabinett gehörten folgende Sous-secrétaires d’État an:
- Premierminister und Äußeres: Théodore Tissier[4]
- Innenministerium: Maurice Colrat[5] (PRDS)
- Technische Bildung: Gaston Vidal[6] (PRS)
- Finanzministerium: André Paisant[7] (PRDS)
- Landwirtschaft: Auguste Puis[8] (FR)
- Befreite Regionen: Georges Lugol[9] (PRDS)
- Post und Telegraphie: Paul Laffont[10] (PRRRS)
- Luftfahrt und Luftverkehr: Laurent Eynac (PRDS)
- Häfen, Handelsmarine und Fischerei: Alphonse Rio[11] (PRS)

## Historische Einordnung
Am 25. Januar legte eine Konferenz in Paris die Höhe der Reparationen auf 226 Millionen Goldmark fest. Nach der Londoner Konferenz vom 27. Februar zeigte Briand zunächst Entschlossenheit in der Frage der deutschen Reparationen; mehrere deutsche Städte wurden besetzt. Im Laufe der diplomatischen Kontakte entwickelte sich die Position des Außenministers zu mehr Pragmatismus: „Deutschland wird zahlen, wenn es kann“, erklärte er im Juli 1921 in Wiesbaden.
Innenpolitisch erweiterte Briand das Regierungsbündnis über die Parteien des Bloc national hinaus, was der Regierung mehr Handlungsspielraum verschaffen sollte. 
Am 29. Januar wurden die Märtyrer von Vingré rehabilitiert. Am 27. Mai wurde in Frankreich mit dem Code de la route en France eine Straßenverkehrsordnung eingeführt. In der Folge der Spaltung der Section française de l’Internationale ouvrière in eine sozialistische und eine kommunistische Linie auf dem Kongress von Tours zerbricht auch die CGT durch die Gründung der Confédération générale du travail unitaire (CGTU) in Paris durch die Anhänger der Kommunistischen Internationale. Ende Dezember fand in Marseille der erste kommunistische Parteitag statt.
Briand trat in der Folge der Konferenz von Cannes zurück; auf dieser Konferenz war gegen französische Einwände eine Reduzierung der Reparationen vereinbart worden. Der Rücktritt erfolgte einerseits, weil Raymond Poincaré eine entschlossenere Politik zugetraut wurde und andererseits, weil Staatspräsident Alexandre Millerand Briand desavouiert hatte.